# Chad Channing
Chad Channing (Santa Rosa, 31 de janeiro de 1967) é um músico estadunidense, conhecido por ser o baterista do Nirvana de 1988 a 1990. Atualmente é vocalista e baixista da banda Before Cars.

## Primeiros anos e primeiras bandas
Chad nesceu em 31 de janeiro de 1967, em Santa Rosa, Califórnia, filho de Wayne e Burnyce Channing. Wayne era disc jockey de rádio e a família se mudava constantemente por todo o país devido aos diversos empregos que lhe eram oferecidos. Aos 13 anos, Chad quebrou o fêmur em um acidente durante uma aula de educação física. Ao longo dos anos de reabilitação e cirurgias, descobriu a música; começou a tocar com um baixo que seus pais lhe compraram. O baixo passou a ocupar o tempo em que não podia ir à escola. Quando já estava sem gesso nas pernas, seus pais compraram uma bateria para ajudar a fortalecer suas pernas.
Channing se juntou a uma banda com o futuro guitarrista do Nirvana, Jason Everman, chamada Stonecrow em 1985. Eles se conheciam desde a quinta série e tocaram em bandas juntos no colégio. Mais tarde, enquanto trabalhava como salteador em Bainbridge Island, Washington, Channing fundou a banda Tick-Dolly-Row com Chris Karr, John Hurd e Ben Shepherd, que mais tarde se tornaria o baixista do Soundgarden. Tick-Dolly-Row dividiu o palco com o Nirvana, que na época usava o nome de Bliss. Pouco tempo depois, um amigo em comum apresentou Channing a Kurt Cobain e Krist Novoselic, que procuravam um baterista. Os três se reuniram diversas vezes para jam sessions antes de começarem a fazer shows.

## Nirvana
Em junho de 1988, algumas semanas depois de Channing se juntar ao Nirvana, eles gravaram seu primeiro single "Love Buzz", marcando também sua estreia na Sub Pop. A banda começou as sessões de gravação de Bleach na véspera de Natal de 1988, terminando no final de janeiro de 1989. Everman concordou em pagar pela gravação. Bleach foi lançado em 15 de junho de 1989. Channing tocou em quase todas as faixas, com exceção de "Floyd the Barber" e "Paper Cuts", que contaram com a participação do baterista Dale Crover, dos Melvins, nas sessões anteriores a Channing se juntar à banda. As reedições de Bleach incluíram a música "Downer", que também contou com Crover dessas sessões.